# ジェイムズ・ラッセル・ローウェル
ジェイムズ・ラッセル・ローウェル（英: James Russell Lowell、[ˈloʊəl]、1819年2月22日 - 1891年8月12日）は、アメリカ合衆国のロマン主義の詩人であり、批評家、編集者、かつ外交官でもあった。イギリスの詩人の人気に対抗した最初のアメリカはニューイングランドの詩人集団である「炉辺の詩人」と関わった。これら詩人達は通常その詩に伝統的な形態と韻律を採用し、炉辺で娯楽の時を過ごす家族に適応できるようにした。
ローウェルは1838年にハーバード・カレッジを卒業し、そのトラブルメーカーという評判にもかかわらず、ハーバード法学校で法律の学位を取得することになった。1841年に最初の詩集を出版し、1844年にはマリア・ホワイトと結婚した。ローウェルとその妻は4人の子供をもうけたが成人したのは1人だけだった。この夫婦は間もなく奴隷制度廃止運動に関わるようになり、ローウェルは詩を使ってその反奴隷制度の見解を表現し、ペンシルベニア州フィラデルフィアで奴隷制度廃止運動家の新聞の編集者の職を得た。その後ケンブリッジに戻り、「ザ・パイオニア」という雑誌の設立者の1人となったが、わずか3号で廃刊になった。1848年には当時の批評や詩を風刺する1冊の本の長さがある詩、『批評の寓話』を出版して評価を得た。同年、「ビッグロー・ペーパーズ」を出版して名声を高めた。その後もその文学人生を通じて数冊の詩集や随筆集を出版することになった。
妻のマリア・ホワイトが1853年に死亡し、ローウェルは1854年にハーバードで言語学の教授の職を受けた。そこでは20年間教え続けた。ヨーロッパに旅した後の1856年に公式にその役職を引き受けることになった。それから間もない1857年にフランシス・ダンラップと再婚した。この年、雑誌「ジ・アトランティック・マンスリー」の編集者にもなった。ローウェルが初めて政治的な役職である駐スペイン王国大使を引き受けたのはそれから20年後だった。さらにその後に駐英国大使にも指名された。晩年はケンブリッジの生まれたときと同じ敷地で過ごし、1891年に死去した。
ローウェルは詩人が社会の預言者かつ批評家として重要な役割を果たすと考えた。改革のため、特に奴隷制度廃止のために詩を使った。しかし、反奴隷制度運動に関わったことで、長い間にアフリカ系アメリカ人に対する意見と同様に考え方が揺れた。特には『ビッグロー・ペーパーズ』ではその特徴である会話においてヤンキーの真のアクセントを真似ようとした。この方言の表現はローウェルの多くの風刺と共にマーク・トウェインやH・L・メンケンのような作家に影響を与えた。

## 伝記

### 生い立ち

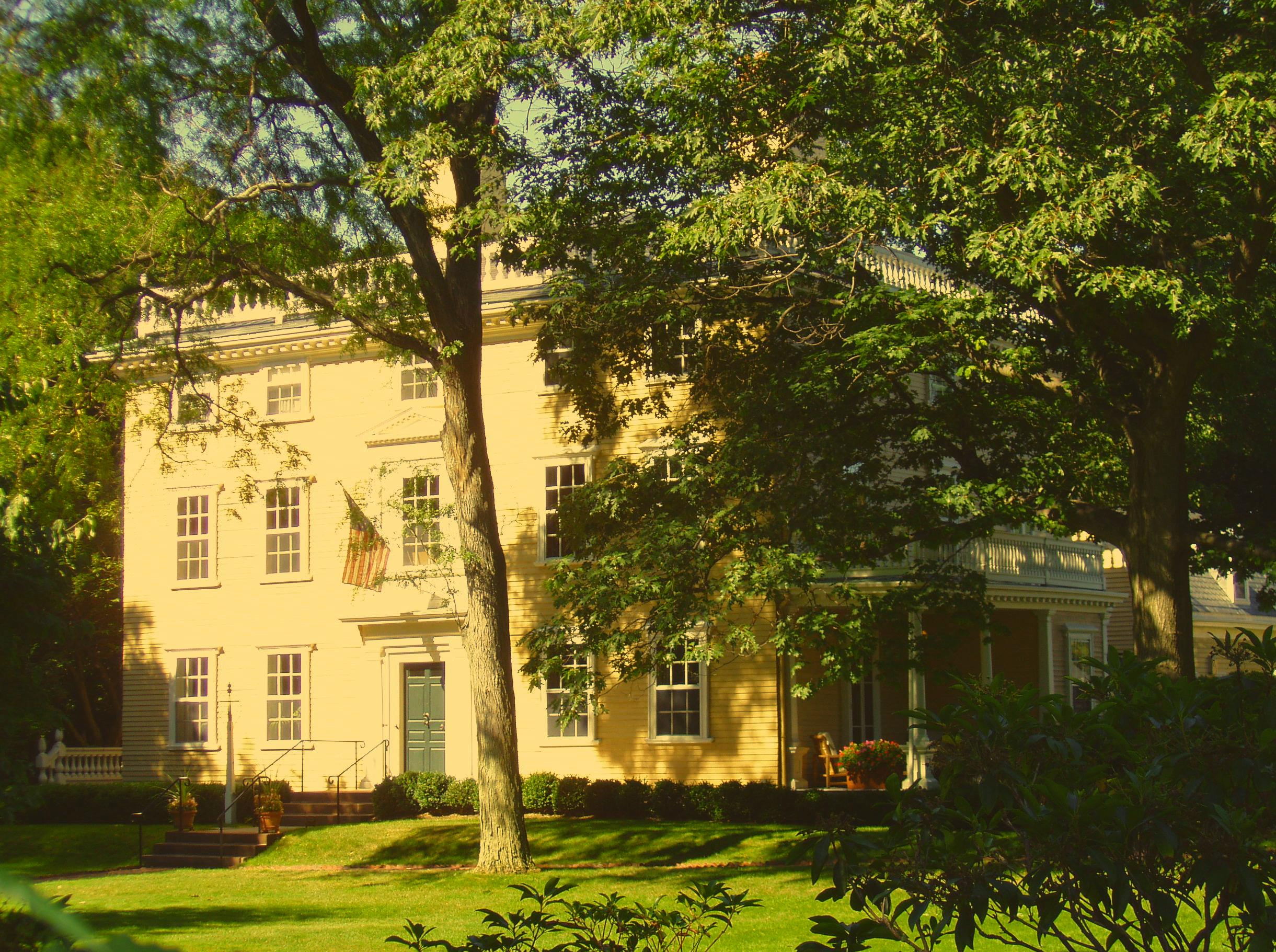
エルムウッド、ローウェルの生家、かつ長く居宅にした。マサチューセッツ州ケンブリッジ

ローウェル家の先祖で最初にイギリスからアメリカに渡って来たのは1639年のパーシバル・ローウェルであり、ニュベリーに入植した。ジェイムズ・ラッセル・ローウェルは1819年2月22日にマサチューセッツ州ケンブリッジで生まれた。父はチャールズ・ラッセル・ローウェル・シニア（1782年–1861年）であり、ボストンのユニタリアン教会の牧師で、エディンバラで神学を勉強したことがあった。母はハリエット・ブラケット・スペンスだった。ローウェルが生まれた時には、一家はケンブリッジでエルムウッドと呼ばれる大きな家産を所有していた。ローウェルは6人兄弟の末っ子だった。兄弟はチャールズ、レベッカ、メアリー、ウィリアム、ロバートだった。ローウェルの母はローウェルが幼い時に文学の嗜好を植え付け、特に詩やバラード、また出身地のオークニー諸島の物語を聞かせた。ソフィア・ダナの経営する学校に入学した。ダナは後に超越主義者のジョージ・リプリーと結婚した。ローウェルは最大級に躾の厳しい学校で学んだ。その時の級友にリチャード・ヘンリー・デイナが居た。
ローウェルは15歳になった1834年からハーバード・カレッジに進学したが、生徒としては優秀ではなく、しばしばトラブルを起こした。2年生のときだけで、義務とされていた礼拝を14回、授業は56回欠席した。最終年には「1年生のとき何もしなかった。2年生のとき何もしなかった。3年生のとき何もしなかった。4年生のときカレッジでの勉強というものを何もしていなかった」と記していた。4年生のとき、文学雑誌「ハーバーディアナ」の編集者の1人となり、それに散文や詩を投稿したが、その出来は良くないと自分でも認めていた。ローウェルは、「私はいなないたロバほど偉大であり、それが歌っていると思った」と後に語った。学部生のころにはヘイスティ・プディング・シアトリカルズのメンバーになり、書記と詩人を務めた。
ローウェルは1838年にクラスの詩人に選ばれ、伝統に従い、卒業式の前のクラスデイ、1838年7月17日に自作の詩を朗誦することを求められた。しかし、ローウェルは停学となり、式への出席を許されなかった。その代わりにローウェルの詩が印刷され、級友による献金で入手できるようにされた。ローウェルはその詩をコンコードで作っており、ローウェルが学業を怠ったために、ハーバードの教授会からバーザライ・フロスト牧師の世話になるようそこに追放されていた。ローウェルがケンブリッジに滞在する間、ラルフ・ウォルドー・エマーソンと友人になり、他の超越主義者も知るようになった。その詩は当時の社会運動を風刺し、奴隷制度廃止運動、トーマス・カーライル、エマーソン、超越主義者が扱われた。
ローウェルは卒業後もどの職業を選ぶべきかが分からず、商業、牧師、医師、弁護士といった職業の間で揺れ動いた。1840年に法律を勉強することに決めてハーバード法学校に入学し、2年後には法廷弁護士として認められた。しかし、法律を勉強する間に、様々な雑誌に詩や散文を投稿していた。この期間、ローウェルは明らかに落ち込んでおり、自殺まで考えることが多かった。ある友人に、20歳のときに撃鉄式の拳銃をこめかみに当てて自殺するところだったと打ち明けていた。

### 結婚と家族
1839年後半、ローウェルは兄のウィリアムを通じて、ハーバードのクラスメイトであるマリア・ホワイトと出逢った。二人は1840年秋に婚約した。マリアの父、アビジャ・ホワイトはウォータータウンの裕福な商人であり、その結婚はローウェルが収入を得られるようになるまで延期することを主張した。最終的に1844年12月26日に結婚した。それは以前に出版した随筆を集めた『古い詩における会話』を出版した直後だった。ある友人は夫妻の関係を「真の結婚を絵に描いたようだった」と表現していた。ローウェル自身はマリアが「地の半分と天の半分以上で」できていると考えた。ローウェルと同様にマリアも詩を書き、ローウェルのその後の12年間はマリアから大きく影響された。その最初の詩集『一年の生活』（1841年）では、「その全ての美を彼女に負っている」と言っていたが、その詩集は300部が売れただけだった。マリアの性格と信念が、飲酒や奴隷制度に反対する運動に向かわせるようになった。マリアはボストン婦人反奴隷制度協会の会員であり、夫を説得して奴隷制度廃止運動家にさせた。ローウェルは以前から反奴隷制度の考えを表明していたが、マリアはさらに積極的な表現と行動に進むように促した。ローウェルの第2詩集『様々な詩』はこの反奴隷制度の考えを表現しており、1,500部印刷したものが良く売れた。
マリアは健康が優れず、フィラデルフィアに行けば肺を治せると考えて、夫婦は結婚後直ぐにそこに移転した。フィラデルフィアでは、奴隷制度廃止運動の新聞「ペンシルベニア・フリーマン」のために寄稿編集員となった。1845年春、ローウェル家はケンブリッジに戻り、エルムウッドを自宅にした。この夫婦には4人の子供が生まれたが、1847年に生まれたメイベルのみが成人した。第一子のブランシェは1845年12月31日に生まれたが、15か月生きただけだった。第三子のローズは1849年に生まれたが、やはり数か月しか生きられなかった。第四子で唯一の息子は1850年に生まれ、1852年に死んだ。ローウェルは子供たちが次々と亡くなったことを大変悲しんだ。特に長女が死んだときの悲しみは、その詩『初雪』（1847年）に表現してある。ローウェルは再度自殺を考えており、ある友人に「私の剃刀と私の喉、私は一思いに終わらせられないほど馬鹿で臆病だ」と考えたことを手紙で伝えた。

### 文学の経歴
ローウェルの最初期の詩は1840年に「サザン・リテラリー・メッセンジャー」に報酬なしで掲載された。ローウェルは自立のための新しい動きとして、友人のロバート・カーターと共に文学雑誌「ザ・パイオニア」を創刊した。この雑誌は、その内容の大半が過去に他誌で掲載されたものではなく、新しい記事であることと、文学だけでなく芸術や音楽も含む大変真面目な批評を載せていることで特徴があった。ローウェルは、「読書人達の知性と敏感な部分に、3倍に薄められた大量のバカ話に合理的に代わるものを、いやに感傷的な愛の話という形で提供する。我々の人気ある雑誌によって彼らに毎月注がれることになる」と書いていた。彫刻家で詩人のウィリアム・ウェットモア・ストーリーはこの雑誌の高尚さに注目し、「我々のまわりに溢れる子供っぽいミルクあるいは水っぽいいやに感傷的な雑誌よりも、ある姿勢を持ち、高い知的水準にアピールしている」と記していた。この雑誌の創刊号には、エドガー・アラン・ポーの『告げ口心臓』が初出された。ローウェルは創刊号を出した直後に、ニューヨーク市で目の治療を受けており、その留守中にカーターが雑誌の経営をしくじっていた。1843年1月号が創刊だったこの雑誌は僅か3号で廃刊となり、ローウェルは1,800ドルの負債を負った。ポーはこの雑誌の廃刊を悼み、「純粋な嗜好を求める者への最も厳しい打撃」と言った。
「ザ・パイオニア」は失敗したものの、ローウェルは文学世界における関心を継続した。「ロンドン・デイリー・ニューズ」には一連の「アメリカ合衆国における反奴隷制度」という記事を寄稿したが、1846年5月に第4回まで掲載されたところで、編集者が打ち切った。ローウェルはこれらの記事を匿名で出版し、その作品が既に活動中の奴隷制度廃止運動家のものでないと分かれば、より大きな衝撃を与えられると考えていた。1848年春、「全国反奴隷制度標準ニューヨーク」との関係を形成し、毎週詩か散文を投稿することで同意した。しかしそのわずか1年後、投稿回数を半分にし、別の著作家で改革者のエドマンド・クインシーからの投稿を掲載することになった。

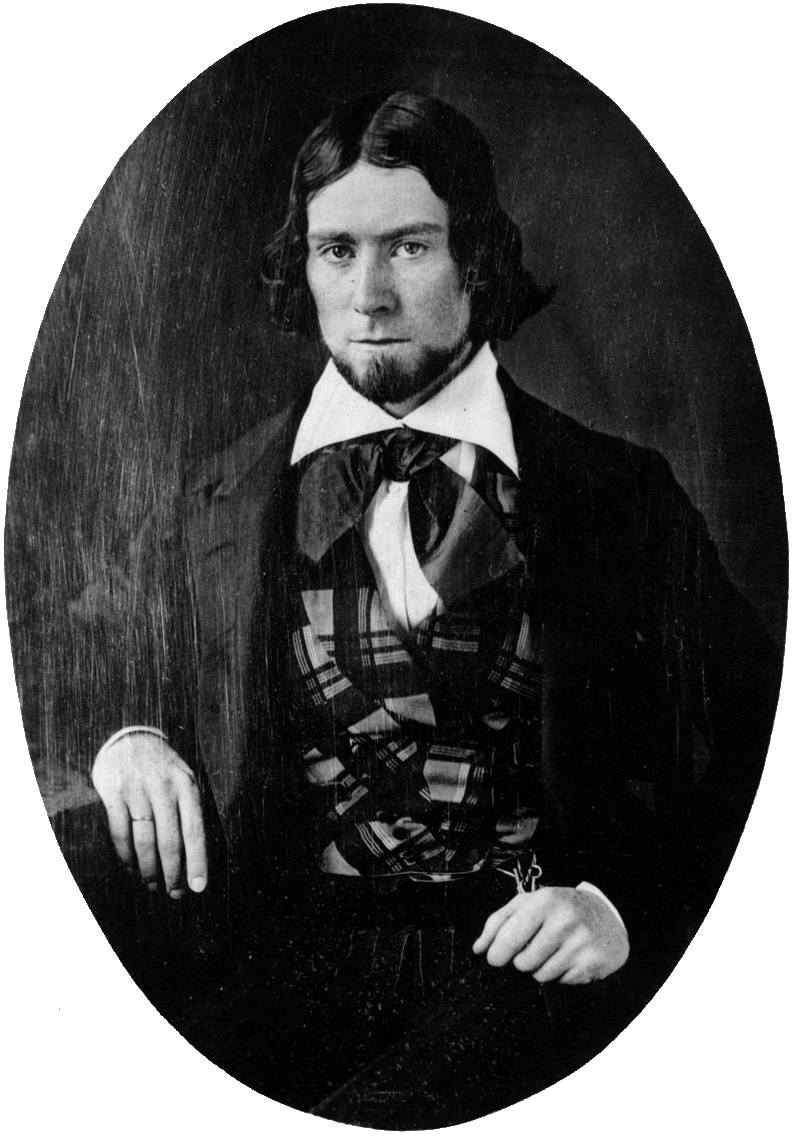
ジェイムズ・ラッセル・ローウェルダゲレオタイプ 写真、1844年にフィラデルフィアで撮影

ローウェルの最も人気あった作品『批評のための寓話』が1848年に出版された。これは風刺作品であり匿名で出版された。人気を博し、初版3,000部が直ぐに売り切れた。ローウェルはその本で、当代の詩人や批評家に対して優しいジャブを送っていた。しかし、その内容の全てが喜んで迎えられたわけではなかった。エドガー・アラン・ポーは、一部天才といわれ、「5分の2は全くのでっち上げ」といわれていたが、「サザン・リテラリー・メッセンジャー」の作品を見直して、「だらしなく、構想が悪く、弱く創作されている。全体も詳細も。彼があれほど磨かれていないものを出すことに驚いたことを告白する」と言っていた。ローウェルは、この本の成功による利益が比較的少ないことがわかり、自身の財政状態も悪かったが、ニューヨークの友人チャールズ・フレデリック・ブリッグスに提供した。
1846年に、ローウェルは『ビッグロー・ペーパーズ』も出版した。これは後にグロリア・クラブから1848年の最も影響ある本に挙げられた。初版1,500部は1週間で売り切れ、第2版がすぐに発行されたが、鉛版印刷の費用を吸収する必要があったために、利益が出なかった。この本は3人の主要人物が登場し、それぞれがアメリカの生活の異なる側面を表し、その会話では真のアメリカ的方言を話していた。表面下では、は『ビッグロー・ペーパーズ』は米墨戦争と戦争全般の非難でもあった。

### ヨーロッパへの最初の旅
1850年、ローウェルの母が思いがけなく死亡した。このとき三女のローズも死んだ。その死がローウェルを落ち込ませ、6か月間は引きこもりがちになった。ただし、この年末には長男のウォルターが生まれていた。ローウェルはある友人にその死について「個人的な教師。我々には仲間の学者が居らず、我々の授業を心だけ受けなければならない」と書いていた。この個人的なトラブルと共に、奴隷制度に絡む妥協があり、ウィリアム・ウェットモア・ストーリーからのイタリアで冬を過ごすという提案を受け入れることになった。その旅行費用を出すために、ローウェルはエルムウッド周りの土地を売却した。その後も収入を補うために土地を切り売りし続け、最終的に当初30エーカー (120,000 m2) あった土地の25エーカー (100,000 m2) を売ることになった。息子のウォルターがローマで突然コレラのために死に、ローウェルと妻は娘のメイベルを連れて1852年10月にアメリカ合衆国に戻った。ローウェルは幾つかの雑誌に旅行記を掲載し、その多くは後の『炉辺の旅』（1867年）に纏められた。また『イギリスの詩人』のシリーズには伝記的スケッチのある本の編集もした。
妻のマリアは長年健康状態が悪いままだったが。1853年春にさらに悪くなり、10月27日に結核で死んだ。その埋葬の直前に、娘のメイベルが母の顔を見られるように棺の蓋を開けた。そのときローウェルは「木にもたれたまま長い間泣いていた」と出席していたヘンリー・ワーズワース・ロングフェローとその妻が語っていた。1855年、ローウェルは妻の死の記念作品集出版を監督したが、私家版で僅か50部を刷っただけだった。エルムウッドでのローウェルの生活は、「根っから楽しい」性格を自称していたにもかかわらず、父が老年になって耳が不自由になったことで複雑なことになり、姉のレベッカの精神状態がおかしくなり、1週間も何も喋らないこともあった。ローウェルは再度世間から離れ、エルムウッドに引きこもり、この時期からその日記帳は妻のイニシャルが書かれた謎めいたものになっていた。例えば1854年3月10日の記載内容は、「暗い、以外と以内、M.L. M.L. M.L.」だった。ロングフェローはローウェルを「寂しく、孤独である」と記述していた。

### 教授の職と再婚
ローウェルは従兄のジョン・アモリー・ローウェルからの招待で、権威あるローウェル・インスティチュートで講義を行うよう求められた。これは一家のコネがあったためだと考えた者もいたが、ローウェルを鬱の状態から助け出そうという試みでもあった。ローウェルは「イギリスの詩人」を演題にすることとし、友人のブリッグスには「大衆がその中で生きることを認めなかった者によって受けた傷がもとで」死んだ詩人の復讐を行うと告げていた。12回シリーズで企画された講義の第1回目は1855年1月9日だった。ローウェルは12月までにその講義の5回分を書いていただけだったが、最後の瞬間の霊感に期待していた。最初の講義はジョン・ミルトンについてであり、観客席は売り切れていた。その日の午後にもう一度講義を行う必要があった。大衆を前にして話をしたことがなかったローウェルだったが、これらの講義で称賛された。フランシス・ジェームズ・チャイルドは、典型的な「ひねくれ者」と見られていたローウェルが「彼の衝動と才能に反発して真面目であり続けた」と言っていた。その連続講義が進行中に、ローウェルはハーバードの現代言語学でスミス教授職を提案された。それはロングフェローが辞めた職であり、年給は1,200ドルだった。ローウェルが応募したことはなかった。職務明細はロングフェローの後で変化しており、直接言語学を教える代わりに、その部門を監督し、自分の選んだ話題で年間2コースの講義を行うことになった。ローウェルはこの指名を受諾し、海外で1年間勉強するという条件をつけた。その年6月4日には出発した。娘のメイベルはフランシス・ダンラップという女性家庭教師に預けた。ローウェルはル・アーヴル、パリ、ロンドンを訪れ、ストーリー、ロバート・ブラウニングとその妻のエリザベス・バレット・ブラウニング、レイ・ハント等友人と時間を過ごした。しかし、海外の時間の主要部分は言語学の研究にあて、特に難しいと思ったドイツ語を勉強した。「混乱させる名詞の性! 私が死んだら、墓石には der, die, das のために死んだと彫ってほしい。それを理解できたからではなく、理解できなかったからだ」とぼやいていた。
1856年夏にはアメリカ合衆国に戻り、カレッジの仕事を始めた。その教授職の終わり近くに、当時ハーバードの学長だったチャールズ・W・エリオットが、ローウェルには教えることについて「生まれつきの性向がない」ように見えると言った。ローウェルはそれに同意したが、20年間その職を保ち続けた。語源学を教えるよりも文学を教えることに注力し、学生たちが言葉の技術よりも詩の音、リズム、流れを楽しむことを学ぶのを期待した。その方法を要約して、「真の学問は物事が存在することを知るのではなく、それが意味することを学ぶのである。それは記憶ではなくて判断である」と言っていた。この時代のローウェルはまだ失った妻のことを悲しんでおり、エルムウッドを避けて、ケンブリッジのカークランド通りに住んでいた。その地域は教授たちの道と呼ばれていた。ローウェルはそこに娘のメイベルおよび家庭教師のフランシス・ダンラップと共に1861年1月まで住んでいた。
ローウェルは最初の妻マリア・ホワイトが死んだ後に再婚しないと決めていた。しかし、1857年、友人たちを驚かせたことに、フランシス・ダンラップと婚約した。ダンラップについて多くの者は地味で魅力が無いと言っていた。ダンラップはメイン州元知事ロバート・P・ダンラップの姪であり、ローウェルの最初の妻の友人で元は裕福だったが、彼女とその家族は経済状態が思わしくなくなっていた。ローウェルとダンラップは1857年9月16日に結婚した。ローウェルの兄が式を取り仕切った。ローウェルは「私の2回目の結婚は私の人生の中でも賢明な行動であり、『私』が確信している限りでは、私の友人たちが私に同意してくれるまで待つことができる」と記していた。

### 戦争とその後

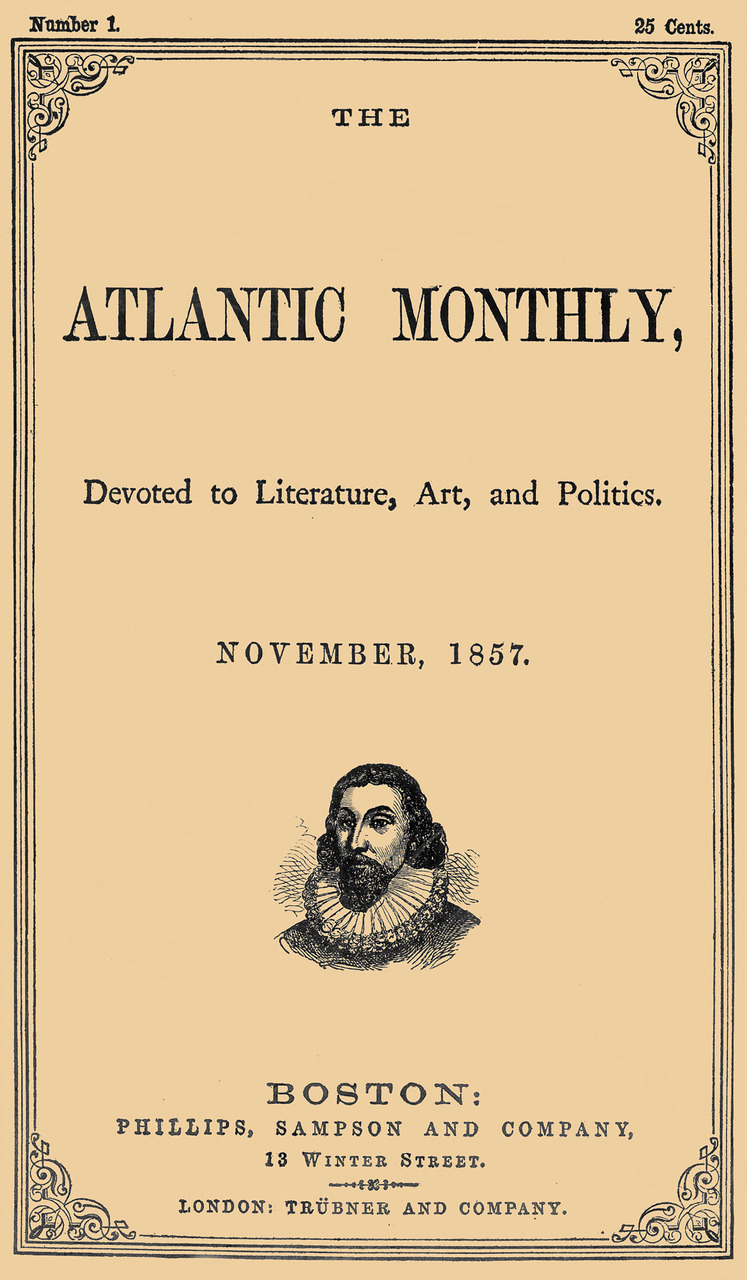
「アトランティック・マンスリー」、1857年11月号

1857年秋、「アトランティック・マンスリー」が創刊され、ローウェルはその初代編集者になった。創刊号はその年の11月であり、直ぐに高い文学性と公的事柄に関する大胆な発言という特徴を与えた。1861年1月、ローウェルの父が心臓発作で死んだ。このことで家族ごとエルムウッドに戻ることにした。友人のブリッグスに宛てて「私は最も愛する場所に再び戻って来た。古い屋根裏部屋の、古い机の前に座り、古いパイプをくゆらせ、...直近10年間よりも古い自分に会ったような感じがし始めている」と記していた。それから間もない5月に、ジェイムズ・トマス・フィールズが編集長になり、ローウェルは「アトランティック・マンスリー」を離れた。この雑誌はその2年前に、ティックナー・アンド・フィールズから1万ドルで買収されていた。ローウェルは1861年1月にエルムウッドに戻ったが、この雑誌のオーナーとの親密な仲は維持しており、その生涯を通じて詩や散文の投稿を続けた。しかし、その散文は、1862年から1872年の期間には、「ノース・アメリカン・レビュー」の方に多く掲載された。この雑誌ではチャールズ・エリオット・ノートンと共に共同編集者を務めた。ローウェルの編集で、当時の非常に幅広い文学作品を掲載していたが、自分の詩は少なかった。
ローウェルは1845年に既に奴隷制度に関する議論が戦争に繋がると予測しており、南北戦争が1860年代に始まると、「ノース・アメリカン・レビュー」の編集者という役割を使ってエイブラハム・リンカーン大統領を称賛し、合衆国を維持しようという努力を称えた。この戦争中に北軍の准将になり、シーダークリークの戦いで戦死したチャールズ・ラッセル・ローウェル・ジュニアなど3人の甥を亡くした。ローウェル自身は概して平和主義者だった。それでも、「奴隷制度の破壊が戦争の結果としておこるのならば、それを後悔するだろうか？戦争をうまく遂行する必要があるのならば、誰がそれに反対するだろうか？」と記していた。南北戦争に関するその関心によって『ビッグロー・ペーパーズ』の第2シリーズを書くことになり、その中には1862年に「田園戦線の何か」とよぶ奴隷解放宣言予告に特に捧げたものがあった。
リンカーンの暗殺から間もなく、ローウェルはこの戦争で殺されたハーバードの卒業生の記念にする詩を贈ることを求められた。その詩『記念の頌歌』は睡眠時間を削らせ、食欲も減退させたが、48時間書き続けた後の1865年7月21日に届けられた。ローウェルはその仕事に高い望みを持っていたが、その日にはラルフ・ウォルドー・エマーソンやオリバー・ウェンデル・ホームズ・シニアなど他の著名人の作品も提出されており、その陰に隠れることになった。ローウェルは「私は予想したヒット作を作れなかった。『詩』を書くことができると考えるよう再び誘われたことを恥じる。その妄想からここ何十年も逃れてきたはずだった」と記していた。その自己評価にもかかわらず、友人や他の詩人はローウェルに手紙を送って祝意を伝えた。エマーソンはローウェルの詩の「高い思想性と感情」に言及し、ジェイムズ・フリーマン・クラークは「調子の雄大さ」に注目した。ローウェルは後にそれを拡張して、リンカーンへのストローフィ（頌歌）とした。
1860年代、ローウェルの友人であるロングフェローが数年間を使ってダンテ・アリギエーリの『神曲』を翻訳しており、水曜日の夕方には定期的に他の者達をその支援のために招いた。ローウェルはいわゆる「ダンテ・クラブ」の主要メンバーであり、他にウィリアム・ディーン・ハウエルズやチャールズ・エリオット・ノートンの他不定期なゲストもいた。1867年1月24日、ローウェルは友人で出版者のナサニエル・パーカー・ウィリスの葬儀で棺を担ぐ人を務めてから間もなく、新たな詩集を制作することにした。『柳の下とその他の詩』は1869年に出版されたが、ローウェルはその題を当初『ヴィンランドへの旅とその他の詩』にするつもりだった。この本はノートンに捧げられ、過去20年間に書いた詩を集め、1848年以来の詩集となった。
ローウェルは再度ヨーロッパ旅行を計画した。その費用のためにエルムウッドの土地をさらに売却し、家はトマス・ベイリー・アルドリッチに貸した。ローウェルの娘メイベルは、このときまでに夫のエドワード・バーネットと共に新居に移っていた。バーネットはサウスボロの成功した事業家かつ農園主の息子だった。ローウェルはハーバードから休暇を取得し、彼とその妻は1872年7月8日に出発した。イングランド、パリ、スイス、イタリアを訪問した。海外にいる間に、オックスフォード大学から名誉法学博士を、またケンブリッジ大学からも同様な博士号を贈られた。夫妻は1874年夏にアメリカ合衆国に戻った。

### 政治的な指名
ローウェルは1874年にハーバードの教授職を辞職したが、1877年まで教育を続けるよう説得された。ローウェルが初めて政治の世界に入ったのは1876年だった。その年、オハイオ州シンシナティで開催された共和党全国大会の代議員となり、大統領候補者ラザフォード・ヘイズのために演説した。ヘイズが候補指名を勝ち取り、最後は大統領にも当選した。1877年5月、『ビッグロー・ペーパーズ』の称賛者であるヘイズ大統領が、ウィリアム・ディーン・ハウエルズをローウェルの所に派遣し、オーストリアあるいはロシアの大使に提案するという手書きのメモを持たせていた。ローウェルは辞退したが、スペイン文学に興味を持っていることを伝えた。その後で駐スペイン公使を提案され受諾した。年給12,000ドルだった。ローウェルは1877年7月14日にボストンを出港し、1年から2年行ってくるつもりだったが、帰って来たのは1885年になっていた。ノルウェーのバイオリスト、オーレ・ブルがその期間の一部でエルムウッドを借りていた。スペインのマスコミはローウェルのことを「ホセ・ビゲロー」と呼んでいた。ローウェルはその政治的役割に十分備えており、法律の訓練も受けていて、さらに複数の言語を読むことができた。スペインにいる間には社交付き合いでトラブルがあったが、アメリカの政治ボスにユーモアのある伝言を送ることで自分も楽しみ、その伝言の多くは後に集められ、『スペインの印象』と題して死後出版された。1878年遅く、スペイン・アカデミーがローウェルを客員に選出し新しい辞書の編纂に寄稿することを認めたので、その社交生活も改善された。
1880年1月、ローウェルは駐イギリス大使に指名されたことを知らされた。その指名は、ローウェルに知らされないまま1879年6月には決まっていた。年給は17,500ドルとなり、3,500ドルの経費も認められた。その任にある間に、病気とされる牛の輸入を推進し、純粋食品薬品法の前身となる推薦を行った。ヴィクトリア女王が「ローウェル氏ほど多くの興味を作り、尊敬を勝ち取った」大使は見たことがなかったとコメントした。ローウェルは、チェスター・A・アーサー大統領の任期が終わる1885年春までこのイギリス大使を務めた。ただし妻の健康が悪くなっていた。ローウェルはイングランドでその著作について良く知られており、そこに居る間に、仲間の著作家ヘンリー・ジェイムズと親しくなった。ジェイムズはローウェルのことを「群を抜いたアメリカ人」と呼んだ。まただいぶ前にレズリー・スティーヴンとも親しくなっており、その娘で後に作家となったヴァージニア・ウルフの名付け親になった。ローウェルの人気が高かったので、グロバー・クリーブランド大統領に呼び戻された後で、オックスフォード大学から教授の申し出があったが、辞退した。
ローウェルの2番目の妻フランシスは1885年2月19日、まだイングランドにいる間に死去した。

### 晩年と死

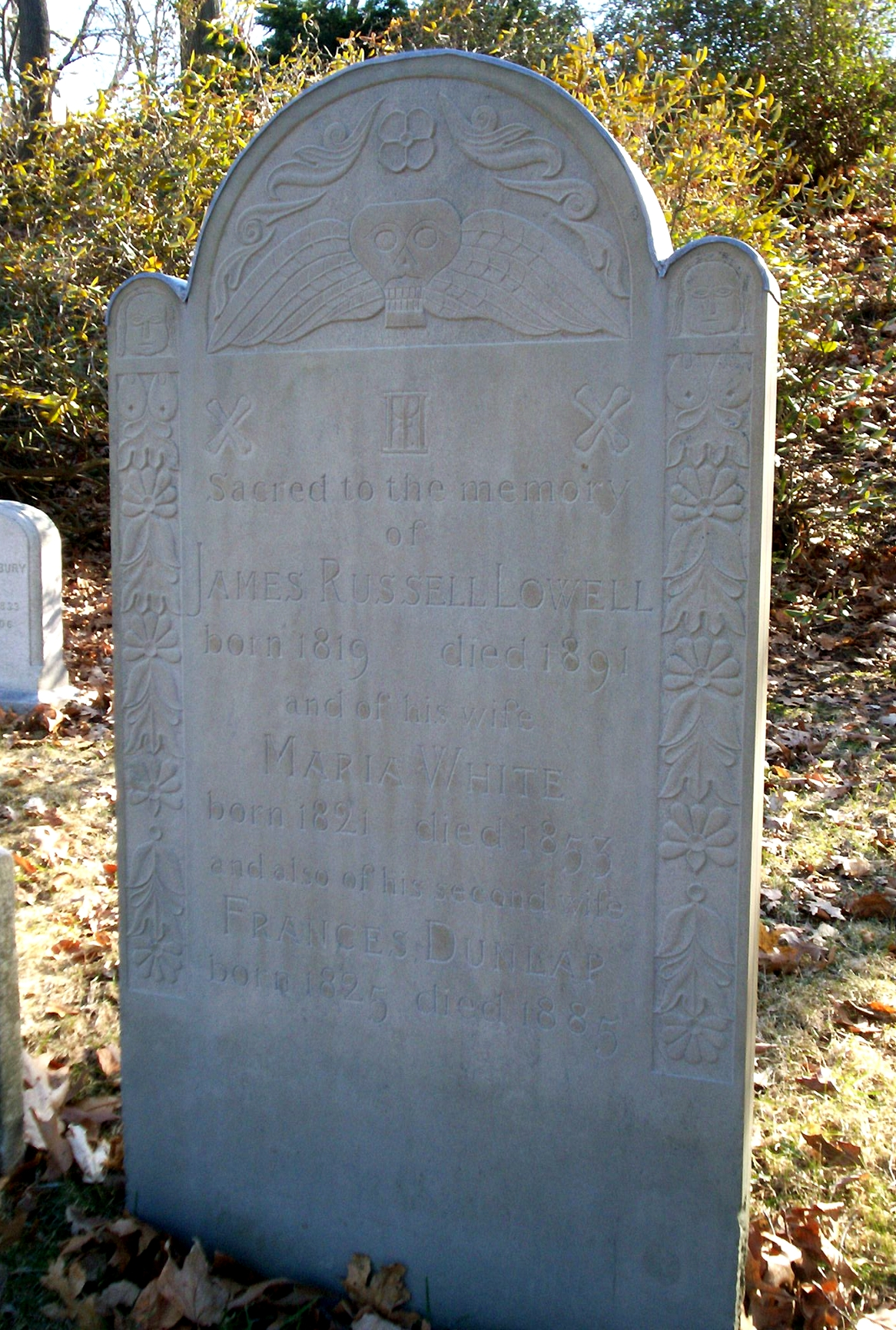
ジェイムズ・ラッセル・ローウェルの墓、ケンブリッジのマウントオーバーン墓地にある

ローウェルは1885年6月にアメリカ合衆国に戻り、娘のメイベルとその夫と共にサウスボロに住んだ。ボストンで姉との時間を過ごした後、1889年11月にはエルムウッドに戻った。この時までに、クインシー、ロングフェロー、ダナ、エマーソンなど友人の大半が死んでいたので、ふさぎ込み、また自殺を考えるようになった。1880年代の一部は様々な講演を行っており、再後期に出版された作品は、『政治的随筆』を含む随筆集と、1888年の詩集『心の平安と悲嘆』があった。最後の数年間は定期的にヨーロッパを旅し、1889年秋にアメリカ合衆国に戻ってきたときはエルムウッドに戻り、メイベルと共に住んだ。メイベルの夫はニューヨーク市やニュージャージー州の顧客のために働いていた。その年ジョージ・ワシントンの大統領就任から100周年を祝う演説を行った。さらにこの年に、ボストンの「クリティック」が、ローウェルの70歳の誕生日を祝して、元大統領のヘイズやベンジャミン・フランクリン、イギリスの首相だったウィリアム・グラッドストン、さらにアルフレッド・テニスンやフランシス・パークマンなど友人による伝記や回想記を特集した。
ローウェルはその人生最後の数か月間、左足の痛風、坐骨神経痛と慢性の吐き気と戦うことになった。1891年夏までに医者は腎臓、肝臓、肺臓に癌があると考えていた。最後は痛み止めのアヘンを処方され、意識が完全に回復することは稀だった。1891年8月12日、エルムウッドで死去した。アップルトン礼拝堂で礼拝が行われた後、マウントオーバーン墓地に埋葬された。その死後、ノートンが遺作管理者となり、ローウェルの作品と書簡の作品集数冊を発行した。

### 文体と文学理論

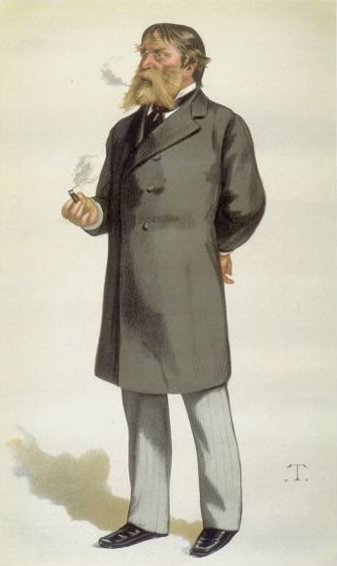
ローウェルの肖像画、セオボールド・チャートラン画、 1880年

ジェイムズ・ラッセル・ローウェルの文学作品はその初期において、スウェーデンボルギアニズム、すなわちエマヌエル・スヴェーデンボリ（1688年-1772年）が設立した心霊主義を取り込んだキリスト教会派の影響を受けており、フランシス・ロングフェロー（詩人ヘンリー・ワーズワース・ロングフェローの妻）をして、「彼は昔から心霊を見る習慣があった」と言わしめたものだった。その詩は「内面の光」によって閃いたときに急速に作っていたが、順序立てて書くことはできなかった。詩人は預言者であるが、さらにその先に進み、宗教、自然、詩、および社会改革を結びつけるという19世紀に共通して信じられたことを信奉していた。エバート・オーガスタス・ダイキンク他が、ニューヨーク市を本拠にする運動であるヤング・アメリカ運動の一部としてローウェルを迎え入れた。彼らと公式に仲間になったわけではなかったが、作家は人間の道徳的性格に固有の洞察力があり、その審美的機能と共に文学活動に対する義務を負っているという考え方など、その思想のいくつかを共有した。ヤング・アメリカのメンバーを含め同時代の者多くとは異なり、新しい国民文学の創設を唱えなかった。その代わりに「自然の」文学、国や階級や人種に捉われないものを求め、「1つの大きな兄弟愛の期待を遠ざけてしまう」ような地方主義に対して警告した。隣人であるロングフェローとは、「誰であれ最も普遍的な者は最も愛国的でもある」という考えに同意した。ローウェルは次の様に語っていた。

私はこの時代の詩人は誰も（急進的な）傾向に身を任せなければ、良いことを書くことができないと思う。...詩の強さは、私の心の中で、一行の本質に纏まるのであり、全ての人の心に浮いている曖昧な哲学であり、それで持ち運びでき、利用でき、手に収まるものである。少なくとも如何なる詩もその作者を尊敬させるものは無かった。それは何らかの方法で真の哲学を運んではいない。

ローウェルは言語学者として、アメリカ方言学会の設立者の1人となった。これに関する興味についてその著作、特に『ビッグロー・ペーパーズ』に書いており、ヤンキー方言の酷く文法によらない音声表記を提示している。この方言を使うことで、普通の人の経験に近づき、よりフォーマルなものに反抗し、彼が考えたように文学におけるアメリカ人の不自然な表現となった。『ビッグロー・ペーパーズ』の序文にも書いているとおり、「アメリカの作家あるいは話者で、母国で当時普通にあった直接さ、正確さ、力強さを伴って母語を使った者はほとんどいない」としていた。この方言に関する痛切な提示は、ユーモアがあるように意図されてはいても、アメリカ文学においてはパイオニア的作品だった。例えば、ローウェルの登場人物ホセア・ビッグローは次のように歌っていた。
| Ef you take a sword an' dror it, An go stick a feller thru, Guv'ment aint to answer to it, God'll send the bill to you. | もし貴方が剣を取ってそれを抜くなら そして仲間を突き通すなら 政府はそれに答えないだろう 神が貴方に請求書を送ってくる |

ローウェルは炉辺詩人の1人と見なされている。これは1840年代ニューイングランドの作家集団であり、全てが全国にそこそこ聞こえ、その作品が家庭の炉辺で声高く読み上げられることが多かった。ローウェルの他にこの集団の主要な作家としては、ロングフェロー、ホームズ、ジョン・グリーンリーフ・ウィッティア、ウィリアム・カレン・ブライアントがいた。

## 信念
ローウェルは奴隷制度廃止運動家だったが、そのアフリカ系アメリカ人に関する意見は揺れ動いた。ローウェルは黒人への選挙権付与を提唱したが、彼らが投票できるということはトラブルになりうると述べていた。それでも、「我々は、白人がその知性と伝統的優越性によって、新しい物事の秩序から重大な誤りを防ぐだけの支配力を維持する考えている」と記していた。解放された奴隷は、「汚く、怠け者で、寝てばかりだ」と書いていた。奴隷制度廃止運動家のマリア・ホワイトと結婚する前であっても、「奴隷制度廃止運動家は現在ある党の中で私が同調する唯一のものである。」と記した。結婚後、当初はマリアの運動に対する熱心さには行きつかなかったが、最後は引き込まれた。この夫婦は逃亡奴隷に金を与えることが多く、それは自分たちの財政状態がそれほど良くないときでもそうであり、特に配偶者や子供を自由にしたいと求められればなおさらだった。それでもローウェルは運動のフォロワーと常に意見が一致したわけではなかった。そのような人々の大半は、「無知な人がチェリーを扱うように概念を扱う。彼らは石も何も飲み込むならば不健全であると考える」と言っていた。ローウェルは『ビッグロー・ペーパーズ』第2集で南部人を好ましくないように描いたが、1855年までに、南部人は「弱いことで有罪である」と認め、1868年には、南部人と奴隷制度に関するその見解に同調すると言っていた。ローウェルの敵と友人は同じように奴隷制度の問題に関するその揺れ動く見解を問題にした。奴隷制度廃止運動家のサミュエル・ジョセフ・メイはローウェルがハーバードと関わり、ボストン・ブラーミン文化に親しんでいるので運動を止めようとしていると非難した。「カレッジとボストン・サークルの滑らかで、威厳があり、自己満足で、変化を嫌う社会に没入していたローウェルは全く超越し、「世間体」を気にしていた」と言っていた。
ローウェルはまたその他の改革運動にも関わった。工場労働の条件改善を促し、極刑に反対し、禁酒運動を支持した。友人であるロングフェローはその禁酒運動に関する熱狂さを特に心配し、ローウェルが自分のワインセラーを破壊しろと言うのではないかと心配していた。ローウェルが学生時代に酒を飲んでいたという話が多く、学校におけるその評判の一部はそれに基づいていた。友人のエドワード・エバレット・ヘイルはこれらの逸話を否定し、その時代でもローウェルは「反ワイン」クラブに加入することを検討し、後に結婚生活初期には絶対禁酒主義者になった。しかし、ローウェルが名声を得るようになると、社交界やクラブで人気を得て、妻と離れているところではむしろ大酒を飲んだ。ローウェルが酒を飲むとき高揚感から逆上まで気分の振幅が激しかった。

## 評価と遺産
1849年、ローウェルは自分自身について、「私はアメリカの概念を表現しようとした最初の詩人であり、間もなく人気を得るだろう」と言っていた。詩人のウォルト・ホイットマンは、「ローウェルは栽培者ではない、建設者である。かれは詩を「建設」する。かれは種を撒かず、種に水をやらず、日光を送り込まなかった。その世話は自立に任せた。彼はその詩を測り、定型の中に保った」と言っていた。炉辺の詩人仲間のジョン・グリーンリーフ・ウィッティアは、ローウェルを称える2つの詩を書いて称賛し、「我々の新しいテオクリトス」と呼び、「我々作家の中で最強かつ勇敢な者であり、不人気な真実について勇敢な言葉を敢えて発言する共和政の詩人である」と言っていた。イギリスの作家トマス・ヒューズはローウェルのことを、アメリカ合衆国の最大級に重要な作家と呼び、「ギリシャにはアリストパネスがいる。ローマにはユウェナリスがいる。スペインにはセルバンテスがいた。フランスにはラブレーが、モリエールが、ヴォルテールがいる。ドイツにはジャン・パウルとハイネがいる。イギリスにはスウィフトとサッカレーがいる。そしてアメリカにはローウェルがいる」と語った。ローウェルの風刺と方言を使うこととはマーク・トウェイン、ウィリアム・ディーン・ハウエルズ、H・L・メンケン、リング・ラードナーなどの作家に影響を与えた。
当時の批評家で編集者だったマーガレット・フラーは「彼の韻文はステレオタイプである。彼の思想は深さがないように聞こえる。後世の人々は彼のことをおぼえていないだろう」と記した。エバート・オーガスタス・ダイキンクは、ローウェルがウィリアム・シェイクスピアやジョン・ミルトンのような他の詩人にあまりに似すぎていると考えた。ラルフ・ウォルドー・エマーソンは、ローウェルはかなりの技量を持っているが、その詩は、「新しい詩の審美的印である制御できない内部の衝動よりも、その願望、その大望になっている...それが輝かしい部分や詩行よりも充満する調子で感じられる」と言った。友人であるリチャード・ヘンリー・デイナですら、ローウェルの能力を疑問視し、「大変利口で、面白味があり、ユーモアもいいが、結局軽薄な人だ」と言った。20世紀に入り、詩人のリチャード・アーマーはローウェルを軽視し、「ハーバードの卒業生としてまた「アトランティック・マンスリー」の編集者として、無教養の愚か者のようなものを書くのは難しかったに違いない。かれは成功したのだ」と記していた。詩人のエイミー・ローウェルは、その親戚筋にあるジェイムズ・ラッセル・ローウェルを、その詩『批評的寓話』（1922年）に登場させた。この表題はローウェルの『批評のための寓話』をもじっていた。その中でフィクションの世界のローウェルは、女性が芸術で男性に並べるとは思えず、「この2つの性は互いに並びえない」と言っている。現代文学の批評家ヴァン・ワイク・ブルックスは、ローウェルの詩は忘れられると書き、「ある人がそれを5回読んだとしてもそれを忘れる。この優れた韻文が水の中で書かれたかのようである」と記した。それでも1969年、現代言語学会がローウェルの名を冠した賞を創設した。毎年、「傑出した文学あるいは言語学の研究、重要な作品の重大な版、あるいは評伝に与えるものとした。
ローウェルの詩『現在の危機』（The Present Crisis）は、南北戦争に繋がる奴隷制度に関わる国家的危機を扱った初期の作品であり、現代の公民権運動に影響を与えた。全米黒人地位向上協会がその会報「ザ・クライシス」という名前をこの詩から採った。マーティン・ルーサー・キング・ジュニアはその演説や説教で度々この詩を引用していた。讃美歌『Once to Every Man and Nation』はこの詩から歌詞を採った。

## 作品一覧（抄録）

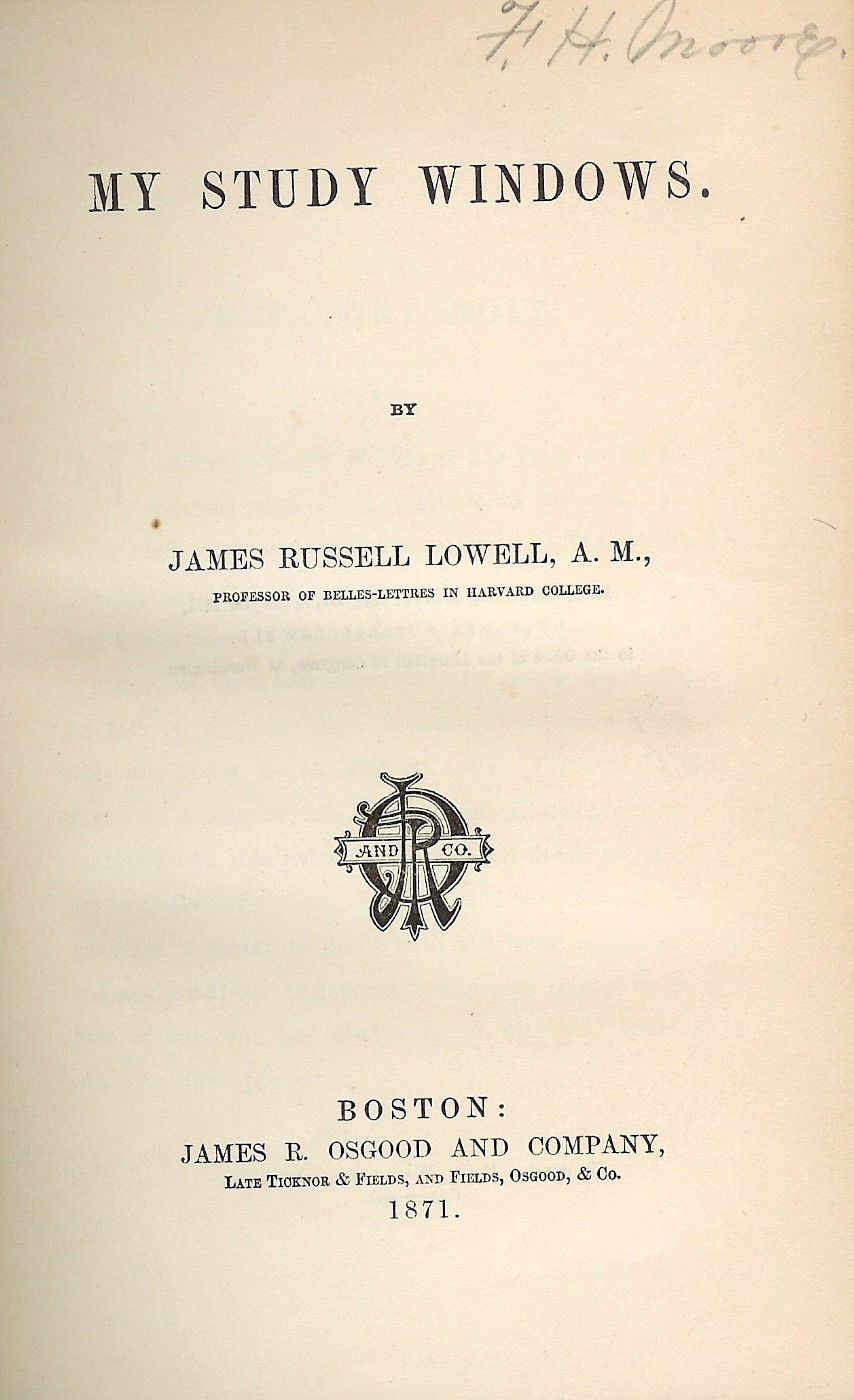
『私の研究の窓』（1871年）表紙

詩集
- 『一年の生活』（1841年）
- 『様々な詩』（1843年）
- 『ビッグロー・ペーパーズ』（1848年）[23]
- 『批評のための寓話』（1848年）[23]
- 『詩』（1848年）[23]
- 『ローンファル卿の考え』（1848年）[23]
- 『柳の下で』（1869年）[69]
- 『大聖堂』（1870年）[137]
- 『心の平安と悲嘆』（1888年）[96]

随筆集
- 『古い詩における会話』（1844年）
- 『炉辺の旅』（1864年）[137]
- 『私の本の中で』（1870年）[137]
- 『私の研究の窓』（1871年）[137]
- 『私の本の中で』（第二集、1876年）[137]
- 『民主主義と他の方法』（1886年）[96]
- 『政治的な随筆』（1888年）[96]

## 関連図書
- Greenslet, Ferris. James Russell Lowell, His Life and Work. Boston: 1905.
- Hale, Edward Everett. James Russell Lowell and His Friends. Boston: 1899.
- Scudder, Horace Elisha. James Russell Lowell: A Biography. Volume 1, Volume 2. Published 1901.